# 摩羯座α
摩羯座α（α Cap）是在摩羯座的一對光學雙星。它的西方固有名稱是Algiedi、Al Giedi、Algedi或Giedi，然而Giedi有時也會與摩羯座β相關聯。
Algedi這個名稱源自阿拉伯的الجدي al-jady這個字，意思是"小山羊"或"小朋友"，同時也是指整個摩羯座的範圍。中文的名稱是牛斗二，意思是星官牛斗的第二顆星。
兩顆無關聯的恆星系統構成了光學雙星：
- 摩羯座α1，為牛斗的牛宿增六
- 摩羯座α2，是牛斗的牛宿二。

這兩顆星在天空中相距0.105°（6′18″），都是金黄色，以裸眼就能分辨出來，類似於開陽和輔。

## 外部連結
- WikiSky上关于摩羯座α的内容：DSS2, SDSS, GALEX, IRAS, 氢α, X射线, 天文照片, 天图, 文章和图片

1. ↑  方, 怡. . 北京: 中国华侨出版社. 2013: 216. ISBN 9787511341037.